# Scheidius
Scheidius is een Nederlands, oorspronkelijk uit Hessen-Kassel afkomstig geslacht.

## Geschiedenis
De stamreeks begint met Johann Hermann Scheidt die in het graafschap Hessen-Kassel werd geboren en in 1744 in Neuwied overleed. De eerste vermelding van het geslacht betreft diens huwelijk in 1701. Kinderen van hem vestigden zich in de Noordelijke Nederlanden en werden onder andere predikant. In latere generaties bevonden zich hoogleraren en juristen. In 2018 leefden nog twee mannelijke afstammelingen van wie een ongetrouwd en de ander in geregistreerd partnerschap leefde, beiden zonder nageslacht, waardoor het geslacht in Nederland op uitsterven staat.

## Enkele telgen

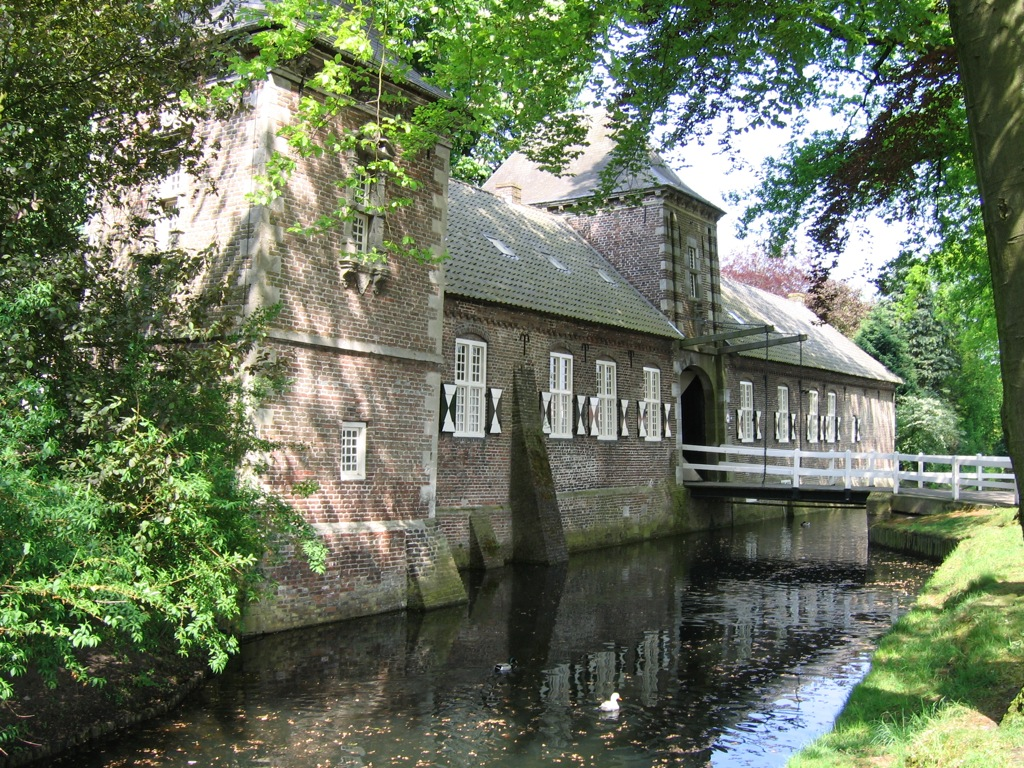
Kasteel van Gemert, de voorburcht

Johann Hermann Scheidt (†1744), opperhoutvester
- Johann Philip Scheidius (1704-1766), gereformeerd predikant
  - Prof. dr. Everard Scheidius (1742-1794), hoogleraar, onder andere te Leiden
    - Prof. mr. Jan Philip Scheidius (1767-1821), hoogleraar te Franeker, griffier Provinciale Staten van Gelderland
      - Mr. Everard Scheidius (1799-1870), auditeur-militair en plaatsvervangend kantonrechter, lid gemeenteraad van Arnhem
        - Mr. Jan Filip Lodewijk Ernest Everard Scheidius (1828-1905), griffier gerechtshof, letterkundige
        - Everard Hugo Scheidius (1837-1898), lid gemeenteraad van Gemert; trouwde in 1869 met Maria Mathilde Johanna Henriëtte Lüps (1848-1910), erfde het kasteel van Gemert dat in 1881 door de familie werd verkocht
          - Everard Philip Adriaan Mathias Scheidius (1870–1944)
            - Maria Helena Edith Ernestine Scheidius (1903–1989); trouwde in 1931 met mr. Binnert Philip baron van Harinxma thoe Slooten (1893–1969), ambassadeur en telg uit het geslacht Van Harinxma thoe Slooten

        - Mr. Edouard George Constant Scheidius (1847-1930), kantonrechter, lid gemeenteraad van Arnhem, lid Provinciale Staten van Gelderland
          - Mr. David Frederik Wilhelm Scheidius (1879-1958), griffier gerechtshof
            - Mr. Edouard David Frédéric Ernest Marie Scheidius (1919-1985), griffier gerechtshof
              - Floris Alexander David Maria Scheidius (1956), ongehuwd, laatste mannelijke afstammeling
              - Mr. Marc Reinder Maximiliaan Maria Scheidius (1959-2024), secretaris van de Hoge Raad van Adel

    - Dr. Willem Peiffers Scheidius (1769-1803), lid municipaliteit en raad der gemeente Utrecht, stadssecretaris van Utrecht

  - Ds. Jacob Scheidius (1754-1801), gereformeerd / Waals predikant
    - Abraham Scheidius (1783-1824), majoor titulair
      - Jeanne Marie Josine Scheidius (1817-1844); trouwde in 1840 met prof. dr. Josué Jean Philippe Valeton (1814-1906), hoogleraar te Groningen

    - Jean Philippe Daniël Scheidius (1787-1833), kapitein-ter-zee
      - Charlotte Marie Scheidius (1830-1900); trouwde in 1851 met mr. Lambertus Eduard Lenting (1822-1881), rechter, lid gemeenteraad, gemeentearchivaris en bibliothecaris te Zutphen, lid Tweede Kamer der Staten-Generaal
- Johannes Daniel Scheidt (1709-1791), apotheker te Amsterdam
- Ds. Frederik Albert Scheidius (1720-1777), gereformeerd predikant te Elst (Gelderland)

Geslachten die opgenomen zijn in het sinds 1910 verschijnende genealogische naslagwerk Nederland's Patriciaat. Lijst volgens opgave van het CBG Centrum voor familiegeschiedenis.
A · B · C · D · E · F · G · H · I · J · K · L · M · N · O · P · Q · R · S · T · U · V · W · Y · Z